# Róger Suárez
Róger Suárez (Santa Cruz de la Sierra, 2 april 1977) is een voormalig Boliviaans voetballer, die speelde als aanvaller. Hij beëindigde zijn actieve loopbaan in 2011 bij de Boliviaanse club Club San José.

## Clubcarrière
Suárez, bijgenaamd Sucha, begon zijn professionele loopbaan in 1996 bij Oriente Petrolero en kwam daarnaast uit voor de Boliviaanse topclubs Club Bolívar, The Strongest en Club Blooming. Met die laatste club won hij in 2009 de landstitel. Verder speelde hij clubvoetbal in onder meer Ecuador (Deportivo Cuenca) en Argentinië (Club Atlético Aldosivi).

## Interlandcarrière
Suárez speelde in totaal 29 interlands voor Bolivia in de periode 1996-2004 en scoorde zeven keer voor La Verde. Onder leiding van de Spaanse bondscoach Antonio López Habas maakte hij zijn debuut op 15 december 1996 in de WK-kwalificatiewedstrijd tegen Paraguay (0-0) in La Paz. Hij viel in die wedstrijd na 45 minuten in voor Rubén Tufiño. Suárez nam met zijn vaderland tweemaal deel aan de strijd om de Copa América: 2001 en 2004.
| Interlands van Róger Suárez voor Bolivia | Interlands van Róger Suárez voor Bolivia | Interlands van Róger Suárez voor Bolivia | Interlands van Róger Suárez voor Bolivia | Interlands van Róger Suárez voor Bolivia | Interlands van Róger Suárez voor Bolivia |
| №                                        | Datum                                    | Wedstrijd                                | Uitslag                                  | Competitie                               | Goals                                    |
| ---------------------------------------- | ---------------------------------------- | ---------------------------------------- | ---------------------------------------- | ---------------------------------------- | ---------------------------------------- |
| 1                                        | 15 Dec 1996                              | Bolivia – Paraguay                       | 0–0                                      | WK-kwalificatie                          |                                          |
| 2                                        | 24 Jan 1999                              | Bolivia – Verenigde Staten               | 0–0                                      | Oefeninterland                           |                                          |
| 3                                        | 03 Nov 1999                              | Paraguay – Bolivia                       | 0–0                                      | Paz del Chaco Cup                        |                                          |
| 4                                        | 05 Mar 2000                              | Bolivia – Haïti                          | 9–2                                      | Oefeninterland                           |                                          |
| 5                                        | 16 Mar 2000                              | Venezuela – Bolivia                      | 0–0                                      | Oefeninterland                           |                                          |
| 6                                        | 29 Mar 2000                              | Uruguay – Bolivia                        | 1–0                                      | WK-kwalificatie                          |                                          |
| 7                                        | 26 Apr 2000                              | Bolivia – Colombia                       | 1–1                                      | WK-kwalificatie                          |                                          |
| 8                                        | 04 Jun 2000                              | Argentinië – Bolivia                     | 1–0                                      | WK-kwalificatie                          |                                          |
| 9                                        | 28 Jun 2000                              | Venezuela – Bolivia                      | 4–2                                      | WK-kwalificatie                          |                                          |
| 10                                       | 19 Jul 2000                              | Bolivia – Chili                          | 1–0                                      | WK-kwalificatie                          |                                          |
| 11                                       | 27 Jul 2000                              | Bolivia – Paraguay                       | 0–0                                      | WK-kwalificatie                          |                                          |
| 12                                       | 16 Aug 2000                              | Ecuador – Bolivia                        | 2–0                                      | WK-kwalificatie                          |                                          |
| 13                                       | 08 Oct 2000                              | Bolivia – Peru                           | 1–0                                      | WK-kwalificatie                          |                                          |
| 14                                       | 15 Nov 2000                              | Bolivia – Uruguay                        | 0–0                                      | WK-kwalificatie                          |                                          |
| 15                                       | 27 Mar 2001                              | Colombia – Bolivia                       | 2–0                                      | WK-kwalificatie                          |                                          |
| 16                                       | 19 Jul 2001                              | Bolivia – Costa Rica                     | 0–4                                      | Copa América                             |                                          |
| 17                                       | 31 Jan 2002                              | Brazilië – Bolivia                       | 6–0                                      | Oefeninterland                           |                                          |
| 18                                       | 19 Mar 2003                              | Mexico – Bolivia                         | 2–0                                      | Oefeninterland                           |                                          |
| 19                                       | 10 Jun 2003                              | Portugal – Bolivia                       | 4–0                                      | Oefeninterland                           |                                          |
| 20                                       | 10 Sep 2003                              | Bolivia – Colombia                       | 4–0                                      | WK-kwalificatie                          |                                          |
| 21                                       | 11 Oct 2003                              | Bolivia – Honduras                       | 1–0                                      | Oefeninterland                           |                                          |
| 22                                       | 15 Nov 2003                              | Argentinië – Bolivia                     | 3–0                                      | WK-kwalificatie                          |                                          |
| 23                                       | 30 Mar 2004                              | Bolivia – Chili                          | 0–2                                      | WK-kwalificatie                          |                                          |
| 24                                       | 01 Jun 2004                              | Bolivia – Paraguay                       | 2–1                                      | WK-kwalificatie                          |                                          |
| 25                                       | 05 Jun 2004                              | Ecuador – Bolivia                        | 3–2                                      | WK-kwalificatie                          |                                          |
| 26                                       | 09 Jul 2004                              | Colombia – Bolivia                       | 1–0                                      | Copa América                             |                                          |
| 27                                       | 12 Jul 2004                              | Venezuela – Bolivia                      | 1–1                                      | Copa América                             |                                          |

## Erelijst
Oriente Petrolero
- Liga de Fútbol

2001
 Club Bolívar
- Liga de Fútbol

2004 [A]
 Club Blooming
- Liga de Fútbol

2009 [C]